# Sống chung với COVID-19
Sống chung với COVID-19 (tiếng Anh: Living with COVID-19) là cụm từ tu từ với định nghĩa chưa rõ ràng, được sử dụng chủ yếu bởi truyền thông công cộng và các nhà chính trị trong đại dịch COVID-19.

## Theo quốc gia

### Việt Nam
Vào ngày 29 tháng 8, 2021, thủ tướng Phạm Minh Chính nhận định rằng Việt Nam có thể sẽ phải sống chung với virus và không thể dựa vào phong tỏa hay đóng cửa vô thời hạn. Điều này đánh dấu sự thay đổi lớn về cách tiếp cận của quốc gia này với COVID-19, thúc ép Việt Nam đẩy nhanh chiến dịch tiêm chủng để kiểm soát đại dịch.